# 外国損害保険協会
一般社団法人外国損害保険協会（いっぱんしゃだんほうじんがいこくそんがいほけんきょうかい、略称・FNLIA〈フンリア〉：Foreign Non-Life Insurance Association of Japan）は、日本の保険業界及び外国損害保険業界の健全な発展と、外国損害保険業界事業者間の連携強化を目的に設立された協会。東京都港区虎ノ門に本部を置く。

## 沿革
1859年（安政6年）に開港した自由貿易港で外国保険会社の支店や代理店によって外国人を対象に火災保険や海上保険を扱ったことが外国損害保険の始まりであり、1879年（明治12年）に東京海上保険（現・東京海上日動火災保険）が設立された。その後、1917年（大正6年）にはイギリス系を中心とした外資系の保険会社（合計29社）が営業し、マーケットシェアは約20％を占めていた。
その後、第二次世界大戦の勃発により外資系の保険会社は日本から撤退したが、同大戦の終結に伴いGHQとともに外資系の保険会社が日本に再進出した。当初はGHQが営業免許を管理していたため営業範囲は進駐軍の軍人や軍属などに限っていたが、1949年（昭和24年）6月1日に「外国保険事業者に関する法律」が施行され、当社の前身となる外国保険協会が同年12月に設立された。

### 年表
- 1949年（昭和24年）12月 - 外国保険協会（がいこくほけんきょうかい）として設立[5]。なお、「外国保険事業者に関する法律」は同年6月1日に施行された[4]。
- 1966年（昭和41年） - 当局との各種事務連絡を行うため、外社連絡会（がいしゃれんらくかい）を設立する。
- 1974年（昭和49年） - 外社連絡会が外国保険協会の内部組織となり、外国損害保険会社協議会（がいこくそんがいほけんがいしゃきょうぎかい）に改称する。同協議会はFNLIA理事会を補完する役割を担う。
- 1995年（平成7年） - 外国保険協会の独立事務所を設立する。同事務所の運営は、常勤の役員が行った。
- 2006年（平成18年）2月 - 法人格を取得する。取得当時は有限責任中間法人であった。
- 2009年（平成21年）4月 - 外国損害保険協会（がいこくそんがいほけんきょうかい）に改称する。これに併せて、一般社団法人となる。

（注記なき出典：）

## 加盟会社
カッコ内に会社名等がある場合は、カッコ内が日本における免許会社名またはグループ会社名である（保険も参照）。なお、当項では国ごとに分類する。
- アメリカ合衆国
  - AIG損害保険
  - アメリカンホーム保険（アメリカン・ホーム・アシュアランス カンパニー）
  - アールジーエー・リインシュアランス・カンパニー
  - スター保険（スター・インデムニティ・アンド・ライアビリティ・カンパニー）
  - トランスアトランティック再保険（トランスアトランティック リインシュアランスカンパニー）

- イギリス
  - ロイズ保険組合（ザ・ソサイエティー・オブ・ロイズ総代理店 ロイズ・ジャパン）

- インド
  - ニューインディア保険（ザ・ニュー・インディア・アシュアランス・カンパニー・リミテッド） - 国営の保険会社

- オランダ
  - アトラディウス信用保険

- 韓国
  - 現代海上火災保険

- スイス
  - Chubb損害保険
  - スイス・リー（スイス・リインシュアランス・カンパニー・リミテッド）
  - チューリッヒ保険（チューリッヒ・インシュアランス・カンパニー）

- ドイツ
  - HDI Global保険会社
  - アリアンツジャパン（アリアンツ火災海上保険）
  - ミュンヘン再保険会社

- フランス
  - カーディフ損害保険
  - コファスジャパン信用保険（コンパニー・フランセーズ・ダシュランス・プール・ル・コメルス・エクステリュール）

- ベルギー
  - ユーラーヘルメス信用保険（ユーラーヘルメス・エスエー）

- ルクセンブルク
  - スイス損害保険会社（スイス・リー・インターナショナル・エスイー）

## 広報活動
当協会による単独の広報活動はほぼ無いが、日本損害保険協会の広報活動の1つ、地震保険は同協会との共同広告としてCMやインターネットなどで広報活動を行っている。なお、内閣府防災情報には当協会の普及促進の取組みが2016年（平成28年）12月7日に公開した資料で紹介されたことがあった。また、公式サイト内では「損害保険の契約にあたっての手引き」（損害保険に関する解説）や「損害保険商品販売時における（中略）表示ガイドライン」（契約概要や注意喚起情報に関する解説）を公開している。